# Sheopur
Sheopur är en stad i den indiska delstaten Madhya Pradesh, och är huvudort för ett distrikt med samma namn. Folkmängden uppgick till 68 820 invånare vid folkräkningen 2011, med förorter 71 951 invånare.